# Pablo Manguel
Pablo Manguel (* 18. November 1912 in Buenos Aires; † 17. Oktober 1984) war ein argentinischer Diplomat, er amtierte als der erste argentinische Botschafter in Israel.

## Leben
Pablo Manguel war der Sohn von Elisa Elijovich und Adolfo Manguel. Er studierte bis 1932 Rechtswissenschaft, wurde zum Doktor der Rechte promoviert, übte den Beruf des Rechtsanwaltes aus, war auf Arbeitsrecht spezialisiert und gründete eine Gewerkschaft der Zeitungsausträger. 1946 heiratete er Rosa Finkelstein; ihre Söhne waren Alberto Adrian, der Schriftsteller wurde, Carlos Miguel und Juan Domingo.
Am 21. Mai 1947 gründete Natalio Cortés die Organización Israelita Argentina (OIA), einen jüdisch-peronistischen Bund. Pablo Manguel wurde der Sekretär der OIA. Argentinien hatte als erstes lateinamerikanisches Land den Staat Israel anerkannt. In direkter Absprache mit Juan Perón und unter Umgehung seiner hierarchischen Vorgesetzten Juan Atilio Bramuglia, Hipólito Jesús Paz und Jerónimo Remorino, wurde Manguel mit der Durchführung einer Mission in den USA beauftragt. Laut einer Forschung des Buchautors Ignacio Klich, soll sich Perón gegen den Willen der diplomatischen Elite dafür entschieden haben, mit Manguel eine Person jüdischer Herkunft in das Amt zu berufen, wobei ähnlicher Widerstand auch bei der Berufung des arabischstämmigen Juan Nain als argentinischer Botschafter in den Libanon geleistet wurde. Mit der Berufung Manguels unternahm Perón den Versuch, Argentiniens schlechtes Ansehen in den USA und bei jüdischen US-Amerikanern aufzubessern. Von 22. Juni 1949 bis 1954 war Manguel Botschafter in Tel Aviv. Als 1955 Perón exkommuniziert wurde, vermittelte Manguel zwischen der römisch-katholischen Kirche und Perón.